# 4Tuoze Matroze
De 4Tuoze Matroze is een Nederlandse muziekgroep, gevormd door en rond  zanger/componist Cees Koldijk, die zich met name heeft toegelegd op het brengen van het Nederlandse zeemanslied en het leven gezien door nautische ogen. De groep werd opgericht in 1995 en kende meerdere verschillende bezettingen.
Het zeemansleven, drank en vrouwen zijn veel terugkerende thema's in veel van de liederen. Hun muziekstijl is gaandeweg de jaren meer op wereldmuziek gaan lijken met onder andere Ierse, Balkan en Noord-Afrikaanse invloeden. Optredens in Nederland vonden onder meer plaats op Oerol (ieder jaar), Lowlands, Kopspijkers en De wereld draait door; de afgelopen jaren toerde de 4Tuoze Matroze in de theaters met diverse voorstellingen. 
Voor Sail Amsterdam schreven ze drie maal het officiële lied. Buiten Nederland traden ze onder andere op in Noord-Amerika, Marokko, Canada en Syrië. Grote projecten waren onder andere met Holland Symfonia in 2002 en de IJmuider Symfonie 2009.

## Discografie albums
- Met de Haven in Zicht (1996)
- De Klap van de Giek (1998)
- Van Rio tot Goeree (2000)
- Lekker Lijf... (2001)
- Ramkoers (2005)
- Mayday Mayday (2007)
- Diepgang (2011)